# Place Ville-Marie
La Place Ville-Marie o 1, Place Ville-Marie es el cuarto rascacielos más alto de Montreal. Se sitúa en el extremo sur de la avenida McGill College.
Cruciforme, mide 188,1 m y posee 46 pisos. Fue construido entre 1958 y 1962 por el arquitecto Ieoh Ming Pei y la firma Arcop. El complejo de la Place Ville-Marie se desarrolló en cuatro edificios con el fin de reducir la altura, ya que la Ciudad de Montreal limita por reglamentación la altura de los rascacielos a la del Monte Royal.

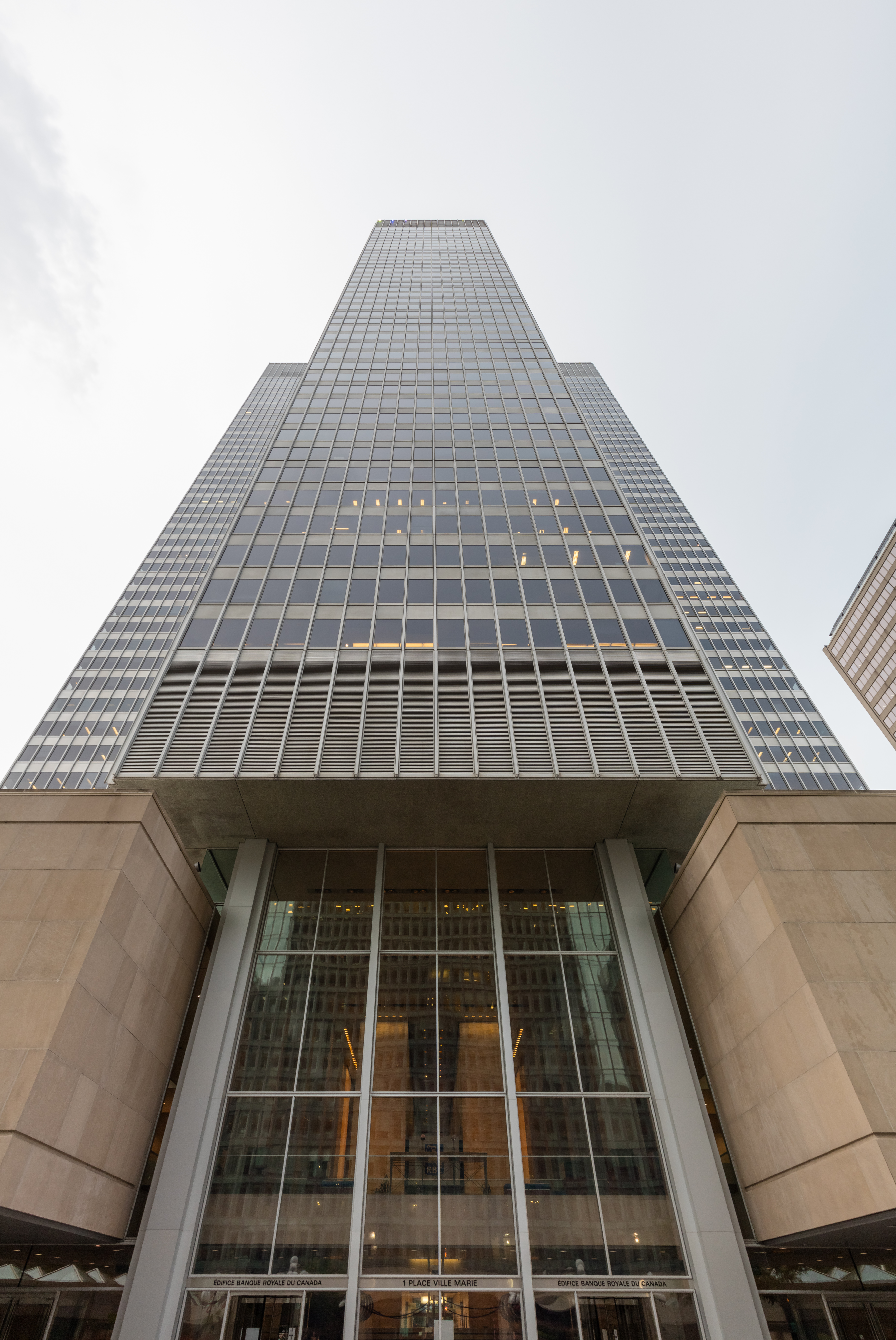
Place Ville-Marie 1 visto desde la calle (2017).

Es el punto central del Montreal subterráneo, geográfica e históricamente. En su nivel inferior, está conectado por túneles un centro comercial del mismo nombre al Centro Eaton y a la Gare Centrale (este último túnel pasa por debajo del bulevar René-Lévesque).